# Ideford
Ideford is een civil parish in het bestuurlijke gebied Teignbridge, in het Engelse graafschap Devon. In 2001 telde het dorp 342 inwoners.